# キナゾリン
キナゾリン (quinazoline) とは、ベンゼン環とピリミジン環の2個の6員環が縮合した構造を持つ芳香族化合物。分子式は 　C8H6N2 で、外見は黄色の結晶。
医療では、抗マラリア剤やがんの治療薬にキナゾリンの誘導体が利用される。例えば降圧薬（α受容体遮断薬）のドキサゾシンはキナゾリン環を含む。